# Victor Poruțiu
Victor Poruțiu (n. 1861, Ceanul Deșert – d. secolul al XX-lea, Oravița) a fost un deputat în Marea Adunare Națională de la Alba Iulia, organismul legislativ reprezentativ al „tuturor românilor din Transilvania, Banat și Țara Ungurească”, cel care a adoptat hotărârea privind Unirea Transilvaniei cu România, la 1 decembrie 1918.

## Biografie
Victor Poruțiu a studiat teologia la Blaj, fiind preot și din 1916 protopop la Vărădia. A activat în Despărțământul Oravița al "Astrei". A acordat atenția cuvenită afirmării poporului român și drept urmare a sprijinit mișcarea corală de masă, fenomen specific Banatului. Astfel, în 1916 a contribuit direct la reorganizarea corului din localitatea în care păstorea. Victor Poruțiu a activat în cadrul „Astrei", despărțământul Oravița.
În 1919 V. Poruțiu s-a ocupat de întâmpinarea trupelor române sosite în zonă cu prilejul instaurării administrației românești. Atunci, mai multe coruri, reunite sub bagheta dirijorului Paul Farca din Vărădia, au susținut un spectacol în cinstea ostașilor români. Până în anul 1924, Victor Poruțiu va sluji ca protopop la Vărădia, localitate situată în vecinătatea Oraviței, oraș unde, de altfel, va și muri.

## Activitatea politică
Ca deputat în Marea Adunare Națională de la Alba Iulia din 1 decembrie 1918 a reprezentat Protopopiatul greco-catolic Vărădia.  A activat în Despărțământul Oravița al "Astrei"